# Torskekvabbefamilien
Torskekvabbefamilien (Lotidae) er en familie af strålefinnede fisk med 21 arter fordelt i 5 slægter. Nogle gange er de 3 havkvabbe-slægter placereret i en selvstændig familie (Gaidropsaridae). Tidligere har torskekvabberne været placeret som en underfamilie, Lotinae, i torskefamilien, og er det endnu hos nogle forfattere.
Torskekvabber har en eller to to rygfinner, og en lang gatfinne i modsætning til medlemmerne af torskefamilien som har tre rygfinner og to gatfinner. Alle torskekvabber har en skægtråd på hagen. Derudover har havkvabber et varierende antal skægtråde på snuden.
Torskekvabber findes på den nordlige halvkugle. Knuder er ferskvandsfisk, og resten lever i havet.

## Slægter og arter
- Havkvabber (Ciliata):
  - Femtrådet havkvabbe (Ciliata mustela)
- Havkvabber (Enchelyopus)
  - Firetrådet havkvabbe (Enchelyopus cimbrius)
- Havkvabber (Gaidropsaurus):
  - Tretrådet havkvabbe (Gaidropsaurus vulgaris)
- Knuder (Lota)
  - Knude (Lota lota)
- Brosme
  - Brosme (Brosme brosme)
- Langer (Molva)
  - Lange (Molva molva)
  - Byrkelange (Molva dyptergia)